# Isdes
Isdes is een gemeente in het Franse departement Loiret (regio Centre-Val de Loire) en telt 476 inwoners (1999). De plaats maakt deel uit van het arrondissement Orléans.

## Geografie
De oppervlakte van Isdes bedraagt 43,3 km², de bevolkingsdichtheid is 11,0 inwoners per km².
De onderstaande kaart toont de ligging van Isdes met de belangrijkste infrastructuur en aangrenzende gemeenten.

## Demografie
Onderstaande figuur toont het verloop van het inwonertal (bron: INSEE-tellingen).